# Chamblee
Chamblee – miasto w Stanach Zjednoczonych, w stanie Georgia, w hrabstwie DeKalb. Według spisu w 2020 roku liczy 30,2 tys. mieszkańców. Należy do aglomeracji Atlanty i znajduje się około 20 kilometrów na północny wschód od centrum Atlanty. 